# 吸引性皮下出血

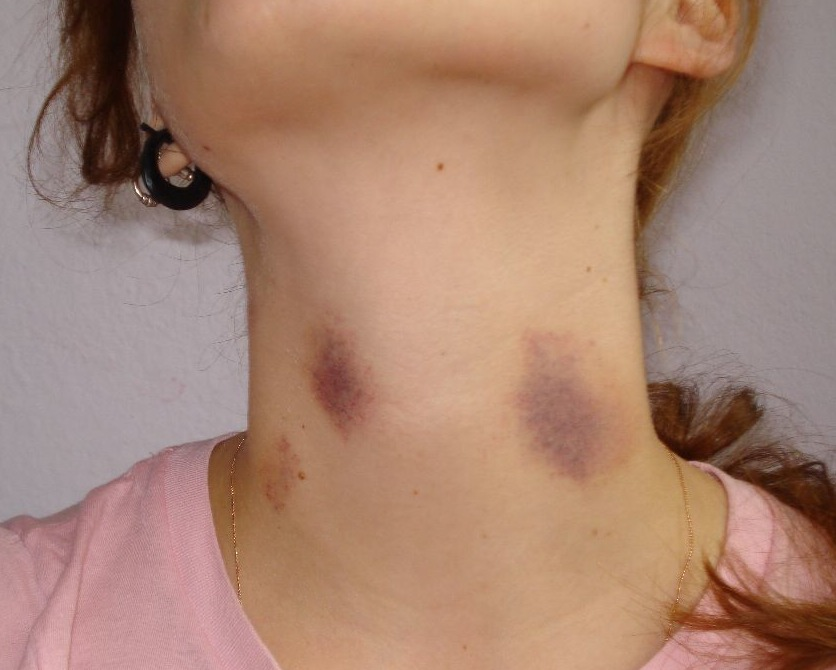
首にできた吸引性皮下出血

吸引性皮下出血（きゅういんせいひかしゅっけつ）とは、人体の肌（通常は首や腕）に強く接吻した際にできる痣である。日本ではキスマークの呼称で知られる。接吻の際に肌に噛みついたり吸い付いたりした結果、皮下の血管が破裂して内出血が起こり、痣となって変色する。
これを付けるには、口をあまり開けずに吸い続けることで、跡になると言われている。
吸引性皮下出血は、4-7日間で治癒するのが通常である。
その他、吸引性皮下出血を早く消す方法がある。
キスマークという呼称は和製英語であり、英語では "hickey" （ヒッキー）が正式名称である。
2021年9月15日、福岡地方裁判所は、キスマークは、準強制性交等致傷罪の傷害にあたるという判断をしめした。